# Repetition (klättring)
Repetition är en upprepning av en klättring uppför en bestämd klätterled som någon annan redan klättrat. Vissa klätterleder repeteras många gånger dagligen medan andra svårare och kanske farligare klätterleder bara haft ett fåtal eller inga repetitioner alls.